# Chronologie de l'ouragan Katrina
- Pour limiter les confusions, les heures indiquées ici sont françaises (CEST = UTC+2) ;
- l’heure locale en Louisiane et au Mississippi est l’heure d’été centrale américaine (CDT) = UTC-5 ;
- l’heure locale sur la côte Atlantique et en Floride est l’heure d’été de l’Est américaine (EDT) = UTC-4.

## Août

### Jeudi25 août 2005
- 11h30 : La tempête tropicale Katrina menace de gagner en puissance dans les eaux chaudes de l’Atlantique et de passer au rang d’ouragan avant de frapper la côte sud-est de la Floride.

### Vendredi26 août 2005

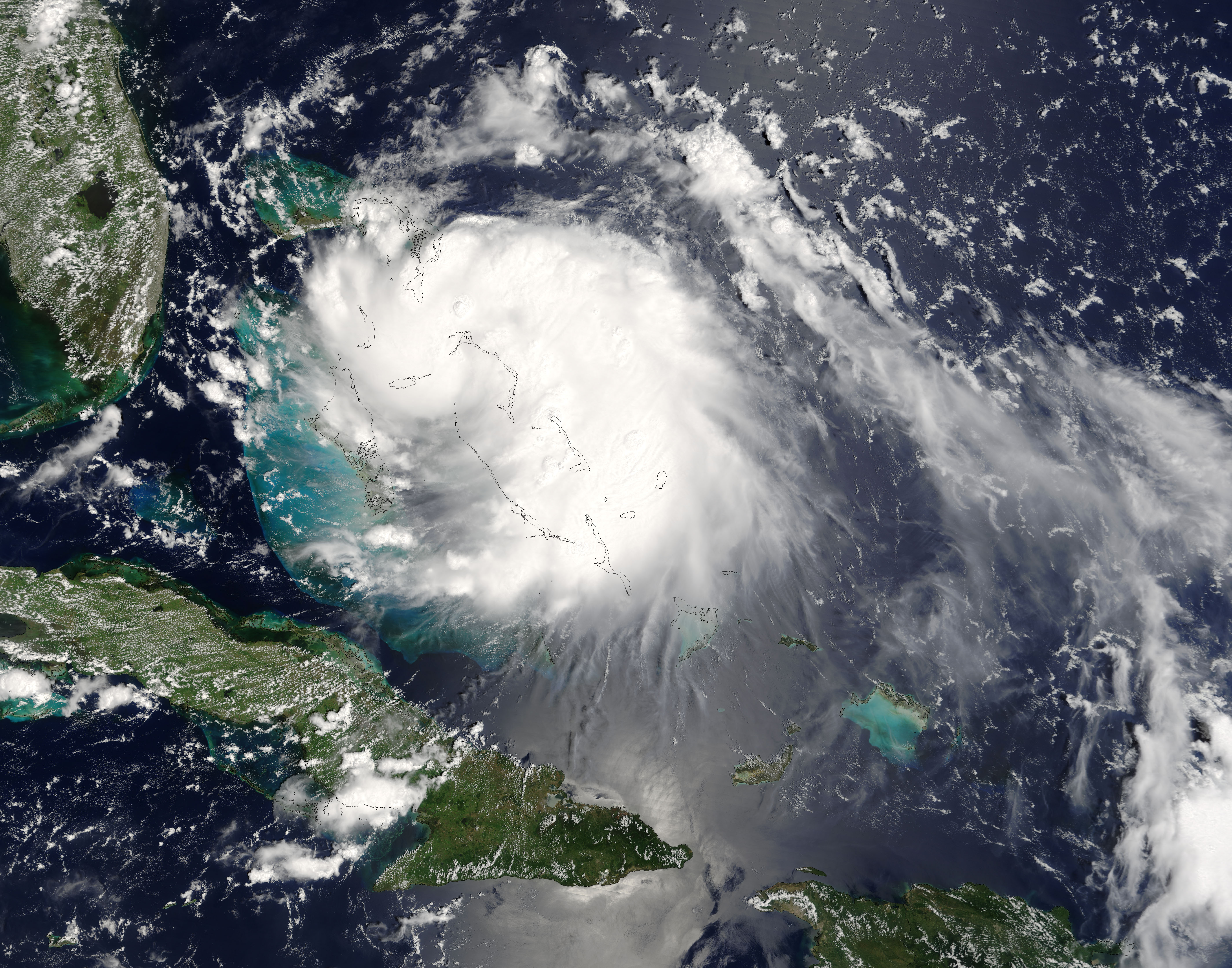
L’ouragan Katrina

- 4 h 45 : L’ouragan Katrina atteint la côte sud-est de la Floride où il a déjà fait au moins deux morts et privé des centaines de milliers de foyers d’électricité.
- 12 h 20 : Selon un nouveau bilan, Katrina aurait fait quatre morts en Floride.
- 21 h 50 : L’ouragan Katrina fait cinq morts dans le sud-est de la Floride et prive d’électricité plus de deux millions d’habitants, avant de retrouver de la vigueur au contact des eaux tièdes du golfe du Mexique.

### Samedi27 août 2005
- 9 h 15 : Après avoir fait sept morts dans le sud-est de la Floride et avoir été provisoirement ramené au rang de tempête tropicale, l’ouragan Katrina reprend de la vigueur au contact des eaux tièdes du Golfe du Mexique.
- 15 h 40 : Katrina menace à nouveau les côtes des États-Unis.

### Dimanche28 août 2005
- 9 h 25 : Les habitants de La Nouvelle-Orléans commencent à évacuer la ville menacée par l’ouragan Katrina qui se rapproche avec une vigueur redoublée.
- 9 h 50 : Les commerçants du Quartier français (Vieux carré) de La Nouvelle-Orléans entassent des sacs de sable devant la devanture de leurs magasins pour les protéger des inondations que risque de provoquer l’ouragan Katrina.
- 22 h 15 : Les vents de l’ouragan Katrina ont nettement forci, atteignant la catégorie 5, et soufflent à 284 km/h, menaçant de provoquer des dégâts catastrophiques.

### Lundi29 août 2005

Animation reconstituée de l’entrée de l’ouragan au-dessus de la terre ferme.

- 9 h 27 : Katrina est rétrogradée en catégorie 4 mais il n’est pas exclu qu’elle se renforce en atteignant les terres pour repasser en catégorie 5.
- 12 h 54 : dans l’œil à l’est de l'ouragan, le Mississippi déborde et inonde Slidell et Mobile jusqu’à 9 à 10 mètres.
- 13 h : le système se trouve à 112 kilomètres de la ville, il progresse à la vitesse de 25 kilomètres à l'heure.
- 13 h 21 : les conditions commencent à s’améliorer à La Nouvelle-Orléans, mais se dégradent rapidement à Picayune et Springhill (WDSU).
- 13 h 38 : il y aurait des infiltrations d’eau dans le superdome, où ont pris place 10 000 personnes qui n’ont pu être évacuées par leurs propres moyens (WDSU).
- 14 h 4 : l’hôpital Ocshner est inondé jusqu’au premier étage, les malades sont évacués dans les étages supérieurs.
- 15 h 5 : le réseau d’eau potable est pollué et impropre à la consommation (WDSU).
- 15 h 12 : CNN confirme que le toit du superdome fuit.
- 15 h 37 : au superdome, l’air climatisé ne fonctionne plus et il n’y a plus d’électricité, les toilettes sont bouchées et des excréments s’entassent dans la grande salle, des témoins ont affirmé avoir entendu crier « Shit, shit, there is so much shit and it smells so bad! »
- 15 h 40 : le casino Beau Rivage de Biloxi, Mississippi, est inondé au second étage.
- 15 h 51 : les rafales dépassent les 190 kilomètres à l'heure.
- 16 h 18 : à cause d'une trajectoire plus orientale de l'ouragan, la ville de Biloxi dans le Mississippi pourrait être plus durement frappée que prévu. (CNN)
- 16 h 19 : on dénombre plus de 370 000 foyers sans électricité.
- 16 h 50 : les rues sont inondées sur 5 à 6 mètres dans l’est de la ville, dans la paroisse de Saint-Bernard (WDSU), les habitants se réfugient dans les greniers ou sur les toits.
- 16 h 53 : l'ouragan Katrina est rétrogradé en catégorie 3.
- 16 h 54 : la CNN affirme que « la boîte de vitesses de l’ouragan est brisée » : il vient en effet d’accélérer et est passé à la catégorie 4.
- 17 h 14 : l’extrémité Est de l’œil (la partie la plus active de l’ouragan) se dirige actuellement sur les villes de Gulfport et Biloxi dans l’État du Mississippi.
- 17 h 18 : CNN confirme que le toit du Superdome est bien ouvert ; il y aurait plus de 70 ouvertures de tailles diverses, mais la superstructure ne serait pas endommagée et ne risque aucun effondrement.
- 17 h 47 : Le Vieux Carré, quartier le plus ancien et le plus pittoresque de La Nouvelle-Orléans, est plongé dans l’obscurité depuis que des lignes électriques qui alimentent la grande ville du sud de la Louisiane ont été arrachées par la violence de l'ouragan.
- 18 h : Katrina est situé à environ 56 kilomètres à l’est-nord-est de La Nouvelle-Orléans et à 72 kilomètres à l’ouest-sud-ouest de Biloxi dans le Mississippi. Le pont Cochrane-Africatown a été endommagé par la collision d’une plateforme pétrolière ayant rompu ses amarres pour venir s’échouer dans la rivière de Mobile.
- 18 h 26 : il y aurait une marée avec des vagues de 8,2 mètres à Gulfport et de 60 à 240 cm d’eau dans le quartier 9th ward (le neuvième arrondissement) de La Nouvelle-Orléans à la suite d'une brèche dans une digue de l’Industrial canal, le niveau du lac Pontchartrain augmenterait fortement et il y aurait 3 m d’eau dans certaines rues de Mobile ; plus d’électricité à Biloxi qui est aussi sévèrement inondé.
- 19 h : Katrina se situe à moins de 65 kilomètres au sud-sud-ouest de Hattiesburg, dans le Mississippi.
- 19 h 49 : Katrina passe en catégorie 2.
- 19 h 52 : plus de 770 000 foyers sont sans électricité dans le district de La Nouvelle-Orléans (WDSU).
- 21 h : l’Est de La Nouvelle-Orléans est inondé, seuls les toits de quelques voitures émergent, et par endroits l’inondation atteint le second étage ; un immeuble de la Métairie s’est effondré ; l’hôpital Jefferson Parish dans la bande Est est envahi par les flots (WDSU, télévision locale).
- 21 h 6 : les compagnies d’assurance avancent un chiffre provisoire de plus de 16 milliards de dollars en réparations des dommages subis en Louisiane, dans le Mississippi et plus tôt en Floride, ce qui en ferait le second ouragan le plus coûteux ayant touché les États-Unis, après l’ouragan Andrew de 1992 en Floride (NBC) ; les premières estimations de 30 milliards ont été revues à la baisse du fait que l’œil de l'ouragan a évité la zone dense de La Nouvelle-Orléans par l’est, et que les plus importantes précipitations ont eu lieu sur ses flancs nord et est.
- 21 h 13 : le président américain George W. Bush a officiellement déclaré zones sinistrées la Louisiane et le Mississippi alors que l’ouragan Katrina s’est abattu sur La Nouvelle-Orléans et a privé d’électricité 670 000 habitants de la zone affectée.
- 21 h 45 : Katrina passe en catégorie 1.
- 23 h 17 : d’après les autorités de La Nouvelle-Orléans, 20 immeubles se sont effondrés, plusieurs centaines de personnes se sont réfugiées sur les toits de leurs maisons pour échapper aux inondations, les dégâts seraient extrêmement importants.

### Mardi30 août 2005
- 1 h 44 : les rues de Mobile, en Alabama, sont sous plus d’un mètre d’eau.
- 3 h 47 : les autorités de secours annoncent au moins 50 morts dans le comté de Harrison (Mississippi), la plupart provenant d’un immeuble de Biloxi, à la suite des inondations de plus de 3 m dues à un énorme raz-de-marée poussé par des vents violents. Plus de 40 000 habitations sont inondées à La Nouvelle-Orléans (WDSU). Les autorités demandent aux évacués de Louisiane, du Mississippi et de l’Alabama de ne pas rentrer avant plusieurs jours.
- 5 h : l’étendue importante des dégâts dans plusieurs États fait monter la facture provisoire à plus de 25 milliards de dollars. Katrina devient le cyclone tropical le plus coûteux de l’histoire et l’un des plus meurtriers. Le nombre de victimes ne peut encore être estimé, et aurait pu être beaucoup plus lourd s’il n’y avait pas eu d’évacuation ; cependant l’Alabama n’avait pas été suffisamment évacué et on craint un nombre plus important de victimes dans cet État, alors que l'ouragan, encore en catégorie 1 aborde maintenant le Tennessee et provoque des intempéries importantes ; d’autre part, les inondations les plus importantes au Sud dans des zones non accessibles charrient des corps non encore comptabilisés. Les autorités craignent de trouver de nombreux morts prisonniers sous les toits noyés, ou encore parmi ceux réfugiés sur les toits et qui seraient tombés dans l’eau.
- 5 h 15 : les inondations à D’Iberville, dans le Mississippi, atteignent 2 m dans une grande partie de la ville.
- 7 h 36 : selon la presse locale, Katrina aurait tué 54 personnes dans l’État du Mississippi.
- 12 h 12 : 80 % de La Nouvelle-Orléans est inondée à la suite de la rupture d’une digue près d’un pont près de la 17e rue, au Nord d’un canal portuaire ouvert sur le lac Pontchartrain qui désormais se déverse dans l’Est de la ville, dans le parc de la ville, l’académie de La Nouvelle-Orléans, et jusqu’au sud du canal à l’école de Dunbar, où les eaux rejoignent le centre-ville vers l’Ouest et le quartier de la Métairie.
- 13 h 40 : Le gouverneur du Mississippi, Haley Barbour, annonce que 80 personnes sont mortes dans le seul comté de Harrison.
- 20 h : Au voisinage Est de l’œil cyclonique, et jusque sur la côte Atlantique, des tornades se forment en Géorgie, dans le Tennessee, le Kentucky, la Caroline du Nord, la Caroline du Sud, la Virginie-Occidentale, et la Virginie. Dans le Kentucky, d’importantes inondations affligent la zone de Hopkinsville, une partie du lycée du Comté de Christian s’est effondrée et une personne s’est noyée. Ce comté, comme ceux de Todd et Trigg sont déclarés zones sinistrées.
- 22 h : Les routes suivantes sont fermées tant que les personnels qualifiés auront encore besoin d’accéder à la région, dégager les voies et porter secours aux personnes :
  - L’Inter-États 10 et l’autoroute 90 de la frontière de la Louisiane à la frontière de l’Alabama ;
  - L’autoroute 49 de Jackson à Gulfport, Mississippi ;
  - L’Inter-États 59 de Meridian à Picayune ;
  - L’autoroute 63 de Lucedale à Moss Point ;
  - L’autoroute 607 ;
  - L’autoroute 84 de Collins à la frontière de l’Alabama ;
  - L’autoroute 98 de Mobile à Hattiesburg.
- 23 h 47 : En raison de la rupture de deux digues, l’eau monte à une vitesse très inquiétante dans les rues de La Nouvelle-Orléans, mais aussi dans le stade du Superdome où des milliers d’habitants avaient trouvé refuge. La gouverneur de Louisiane, Kathleen Blanco, a ordonné l’évacuation de ce stade et de tous les autres sites servant d’abris aux dizaines de milliers d’habitants qui n'avaient pas pu quitter la ville (essentiellement pour des raisons de trop grande précarité)..
- 23 h 49 : Selon les prévisions des services météorologiques, la tempête va poursuivre sa route vers le nord au cours des prochains jours. Elle pourrait causer des tornades dans le sud-est du pays et noyer les vallées du Tennessee et de l’Ohio sous 20 centimètres d’eau.
- 23 h 59 : Tandis que la dépression tropicale poursuit sa route vers le Nord-Est, on s’attend à de violentes chutes de pluie (75 à 200 mm, pouvant atteindre localement 250 mm) et à des inondations catastrophiques jusque dans la région de la vallée de l’Ohio mercredi, l’est des Grands Lacs, et même jeudi au Canada une partie du Québec et l’Ouest de la Nouvelle-Angleterre, sur des terres déjà gorgées d’eau par les orages estivaux. Toronto, dans la province canadienne de l’Ontario pourrait en souffrir davantage à cause des récentes inondations du 19 août. Des glissements de terrain sont également possibles sur les flancs montagneux des Appalaches.

Une vidéo par hélicoptère de la chaîne WBLT (http://www.wlbt.com/) confirme que le pont de Biloxi à Ocean Springs a complètement disparu.
Les journaux du Mississippi rapportent que Beauvoir, la dernière résidence du président confédéré Jefferson Davis, a été endommagée. En plus de cette résidence, le site accueillait aussi la bibliothèque présidentielle Jefferson Davis et était une attraction touristique importante à Biloxi.
Les autorités de Gulfport, (Mississippi), déclarent à CNN que plus de 3 mètres d’eau recouvrent les rues de la basse-ville. Une résidence de vétérans des Forces armées situées à deux blocs de la côte a été inondée lundi, forçant les patients, le personnel et les équipements à rejoindre les étages supérieurs. De plus, trois casernes de pompiers de la ville ont subi divers degrés de dommages structurels.

### Mercredi31 août 2005
- 7 h 18 : le maire de La Nouvelle-Orléans redoute une aggravation des inondations.
- 13 h : devant le nombre de digues endommagées ou submergées, et avec maintenant plus de 90 % des habitations inondées, le maire de La Nouvelle-Orléans ordonne l’évacuation totale des derniers résidents, des réfugiés, et ordonne la fermeture totale de la ville pour au moins 6 à 12 semaines ; il est probable que le pompage des zones inondées prendra des mois.
- Les secours ont décidé de ne pas s’occuper pour le moment des corps flottants, afin de concentrer leurs efforts sur les survivants.
- L’inondation charrie maintenant des déchets et polluants industriels, et porte de nombreux germes contaminants, la ville est devenue une « soupe toxique », par ailleurs envahie maintenant par des alligators. Les autorités demandent d’éviter tout contact avec les eaux d’inondation, et de se signaler aux équipes de secours afin de procéder aux évacuations par moyens héliportés ou nautiques en restant sur les refuges encore hors d’eau. Il est demandé également de ne pas boire l’eau des inondations. Comme le réseau d’eau potable est également pollué, il est demandé de faire bouillir l’eau de pluie moins contaminée avant toute consommation. La consommation des eaux d’inondation est très dangereuse, et on redoute le développement d’épidémies infectieuses.
- Tous les moyens sont déployés pour l’évacuation complète de tous les refuges de la ville, en direction d’autres États, notamment vers Houston, Texas où des camps de réfugiés sont organisés. La Croix-Rouge américaine a lancé sur le plan national sa « plus grande opération de secours depuis la Seconde Guerre mondiale » pour venir en aide aux victimes et réfugiés de Louisiane, du Mississippi et de l’Alabama.
- 13 h 17 : l’eau continue de monter autour du Charity Hospital, le plus grand de La Nouvelle-Orléans. Le générateur de secours risque de bientôt tomber en panne, les infirmières font fonctionner manuellement les respirateurs, et c’est en barque que les médecins amènent du matériel et évacuent des patients dont ils ne sont plus en mesure de s’occuper. Alors que 80 % de la ville est sous les eaux, environ 2 500 malades qui y sont hospitalisés doivent être évacués, sans qu’on puisse dire vers où. Ceux qui sont dans l’état le plus grave partent les premiers.
- 13 h 52 : Selon Paris, plusieurs français sont bloqués à La Nouvelle-Orléans.
- 14 h 1 : À l’heure où l’eau monte dans la ville en perdition, la gouverneure de Louisiane Kathleen Blanco veut qu’il n’y reste plus une seule âme: les réfugiés agglutinés dans le Superdome devront être évacués d’ici jeudi, a-t-elle décrété.
- 14 h 19 : Selon le maire, certaines zones inondées de La Nouvelle-Orléans resteront inhabitables 3 à 4 mois.
- 15 h 3 : Selon le maire de la ville de La Nouvelle-Orléans, il faudra probablement de 12 à 16 semaines pour que les habitants puissent regagner leurs logements.
- 18 h 31 : 23 000 personnes réfugiées dans le stade du Superdome à La Nouvelle-Orléans vont être évacuées vers Houston.
- 20 h : Le niveau de l’eau dans La Nouvelle-Orléans s’est stabilisé.
- 20 h 5 : Katrina, devenue dépression tropicale, poursuit son chemin, avec des vents en dessous de 48 km/h, s’engouffrant dans la vallée de l’Ohio avec son cortège de tornades, après avoir tué deux personnes au moins en Géorgie et frappé aussi la Virginie.
- 20 h 50 : Retour de l’essence et arrivée de l’aide en Alabama.
- 21 h : Des milliers de prisonniers en cours d’évacuation en Louisiane.
- 21 h 27 : Vingt plateformes pétrolières ont coulé ou dérivent dans le golfe du Mexique.
- Les restes de l’ouragan arrachent certains tronçons de la route 138 au Québec compliquant ainsi l’approvisionnement la région administrative de Côte-Nord.

## Septembre

### Jeudi1erseptembre 2005
- 8 h 25 : Le président du Venezuela Hugo Chávez a offert l’aide humanitaire de son pays aux victimes de l’ouragan tout en critiquant vivement le gouvernement américain pour son manque de préparation face à cette catastrophe.
- 9 h 52 : Le passage de l'ouragan en Louisiane et dans le Mississippi constitue « une des pires catastrophes naturelles de l’histoire du pays, » a affirmé George W. Bush après avoir survolé les zones sinistrées. Il y aurait des centaines de morts.
- 13 h 12 : L’Allemagne prête à offrir son aide aux États-Unis.
- 14 h 42 : Les opérations d’évacuation des réfugiés du Superdome à La Nouvelle-Orléans ont été suspendues, après que des tirs eurent été tirés en direction des hélicoptères militaires venus les chercher. On ne disposait pas de plus de précisions sur l’origine des tirs. L’armée ne veut pas décoller du Superdome à cause de ces tirs, la Garde nationale a décidé d’envoyer une centaine de policiers militaires pour reprendre le contrôle.
- 15 h 50 : Un Garde national est blessé par des tirs à La Nouvelle-Orléans.
- 15 h 52 : La sénatrice de Louisiane Mary Landrieu affirme sur CNN, que Katrina a fait peut-être des milliers de morts.
- 16 h 8 : George W. Bush survolera vendredi les zones les plus touchées en hélicoptère avant de visiter, au sol, certains endroits sinistrés.
- 16 h 20 : George W. Bush a demandé à ses prédécesseurs, le démocrate Bill Clinton et le républicain George H. W. Bush, son père, de l’aider à recueillir des fonds pour venir en aide aux victimes de l’ouragan Katrina, qui a englouti La Nouvelle-Orléans.
- 16 h 54 : La Louisiane réquisitionne une prison pour faire office d’hôpital
- 17 h 25 : Les dégâts de Katrina vont provoquer l’arrêt de raffineries pour plusieurs mois.
- 18 h 15 : Les dons avoisinent déjà 150 millions de dollars.
- 18 h 35 : Aucun bilan de victimes, même provisoire, n’est encore disponible dans les trois États touchés de plein fouet par Katrina, la Louisiane, le Mississippi et l’Alabama. Les estimations font état de plusieurs centaines de morts, certaines sources avançant même plusieurs milliers, comme la sénatrice Mary Landrieu.
- 19 h 46 : Les États-Unis accepteront toutes les offres d’assistance venues de l’étranger.
- 19 h 56 : Le musicien Fats Domino âgé de 77 ans, son épouse et sa fille sont portés disparus depuis dimanche à La Nouvelle-Orléans.
- 20 h 51 : Le président mexicain Vicente Fox propose l’aide de son pays aux États-Unis.
- 21 h 7 : Le maire de La Nouvelle-Orléans lance un « SOS désespéré. »
- 21 h 12 : La gouverneure de la Louisiane réclame 40 000 militaires pour rétablir l’ordre à La Nouvelle-Orléans.
- 21 h 20 : La France offre son assistance dans le sud des États-Unis[1].
- 21 h 21 : La gouverneure de la Louisiane dit s’attendre à « des milliers de morts » après le passage de Katrina.
- 21 h 35 : Le président George W. Bush exhorte ses compatriotes à économiser l’essence.
- 21 h 50 : Il pourrait rester jusqu’à 300 000 personnes à évacuer en Louisiane, selon la gouverneure de l’État.
- 23 h 35 : La chanteuse canadienne Céline Dion donne un million de dollars à la Croix-Rouge des États-Unis.

### Vendredi2 septembre 2005
- 03h59 : La gouverneur de Louisiane, Kathleen Blanco, après être apparue dépassée par les événements, a annoncé le déploiement dans les rues de la ville de 300 soldats armés, de retour d’Irak. Précisant l’autorisation qui leur a été donnée de faire feu, elle a ajouté qu’elle « espérait qu’ils le feront. »
- 05h37 : Le Sénat des États-Unis, convoqué en urgence, vote une rallonge budgétaire de 10,5 milliards de dollars. Cette enveloppe permettra d’aider le FEMA (Federal Emergency Management Agency), institution fédérale chargée de gérer les situations de crise.
- 07h39 : Le musicien Fats Domino qui était porté disparu depuis le 28 août 2005, a été photographié prenant un bateau des secours, a annoncé hier soir sa fille Karen Domino White qui s’est dite très soulagée.
- 07h55 : Le Japon offre 500 000 dollars d’aide.
- 08h45 : Le secrétaire général de l’ONU Kofi Annan a proposé l’aide des Nations unies, expliquant que l’ONU et l’aide internationale pourraient venir en complément des efforts américains pour faire face à cette gigantesque catastrophe.
- 09h57 : Le Comité international de la Croix-Rouge (CICR) a ouvert sur son site Internet une page pour les personnes qui ont perdu contact avec leurs proches.
- 10h35 : Les États-Unis n’ont pas précisé à la France quels sont leurs besoins après, et « aucune décision » d’envoi d’une aide n’a été prise pour l’instant, a-t-on appris auprès de la Sécurité civile.
- 12h18 : Explosions et incendies à La Nouvelle-Orléans (CNN).
- 12h32 : Entre 300 000 et 400 000 enfants sans abri, selon l’Unicef.
- 12h35 : Taïwan offre 2 millions de dollars.
- 12h42 : De puissantes explosions ont secoué, La Nouvelle-Orléans à quelques kilomètres au sud du Quartier Français (Vieux Carré). On ignore encore l’origine et l’étendue d’éventuels dégâts dus à ces déflagrations qui se sont produites à 4h35 du matin (9h35 UTC).
- 13h25 : Le premier ministre britannique, Tony Blair a affirmé que Londres était prête à aider Washington dans ses efforts de reconstruction des zones dévastées.
- 13h33 : Selon son secrétaire général, Jaap de Hoop Scheffer, l’OTAN est prête à fournir de l’aide.
- 14h27 : La France est « prête à mobiliser des moyens en personnels et en matériels pour venir en aide aux populations des États-Unis, » a fait savoir le ministère des Affaires étrangères, précisant que « Paris attendait la réponse de Washington. » Par ailleurs, la France n’a « pas connaissance de victimes » parmi ses ressortissants sur place, a fait savoir le ministère des Affaires étrangères. Ce ministère a envoyé aujourd’hui à La Nouvelle-Orléans, une mission de soutien en situation de crise composée de cinq agents, dont deux médecins, pour renforcer le consulat général français.
- 14h57 : Le stade de Houston, surchargé, n’accueille plus les sinistrés du Superdome de La Nouvelle-Orléans (CNN).
- 15h02 : À la veille de la venue du président George W. Bush sur place, le maire de La Nouvelle-Orléans, Ray Nagin a vivement critiqué hier soir les responsables du gouvernement fédéral pour la lenteur de leur action estimant qu’ils n’ont pas la moindre idée de la situation.
- 15h10 : Critiqué pour la réaction de son administration, le président George W. Bush qui s’exprimait depuis la Maison-Blanche où il s’apprêtait à embarquer à bord de l’hélicoptère présidentiel avec le secrétaire à la Sécurité intérieure Michael Chertoff à destination des États touchés, a déclaré que les résultats du dispositif de secours n’étaient pas acceptables.
- 16h27 : L’administration Bush devrait utiliser les réserves américaines et internationales en pétrole jusqu’à deux millions de barils de brut et d’essence par jour pour faire face à la pénurie.
- 16h50 : 4 800 sauvetages effectués en Louisiane et dans le Mississippi.
- 16h52 : 7 000 Gardes nationaux sont arrivés à La Nouvelle-Orléans avec de la nourriture, de l’eau et des armes pour lutter contre les pilleurs et les criminels.
- 16h55 : Le Secours populaire français lance un appel aux dons.
- 17h14 : Le Texas se prépare à accueillir plus de 75 000 réfugiés.
- 17h30 : Arrivée de George W. Bush dans les zones sinistrées.
- 18h38 : David Vitter, sénateur républicain de la Louisiane, a estimé que l'ouragan Katrina pourrait avoir fait 10 000 morts dans ce seul État. « Je suppose que c’est plus de 10 000, mais ce n’est qu’une supposition, » a répondu le sénateur Vitter à des journalistes qui l’interrogeaient sur le nombre de morts qu’a pu faire l'ouragan. Il a souligné que sa remarque n’était basée sur aucun décompte officiel de cadavres.
- 20h03 : Explosions à La Nouvelle-Orléans, inquiétudes sur la toxicité des fumées.
- 20h08 : George W. Bush assure que les États-Unis peuvent mener de front la guerre en Irak et les opérations de secours aux victimes de Katrina.
- 20h25 : Des actes de violence ont provoqué la suspension de l’évacuation d’un grand hôpital de La Nouvelle-Orléans, où reste une centaine de malades.
- 20h50 : La Suisse prête à apporter une aide aux États-Unis.
- 20h55 : Des leaders Noirs américains dénoncent l’abandon des sinistrés.
- 21h00 : Le Superdome de La Nouvelle-Orléans évacué.
- 21h01 : Virulentes attaques du pasteur et politicien américain Jesse Jackson contre le président Bush.
- 21h09 : La ville française d’Orléans veut venir en aide à sa « cousine » américaine, La Nouvelle-Orléans. Dans un communiqué, la municipalité annonce qu’elle va effectuer des dons en direction des sinistrés de Louisiane.
- 21h25 : Le chanteur américain Fats Domino sain et sauf, mais très éprouvé.
- 21h52 : En visite en Louisiane, la première dame Laura Bush salue les élans de solidarité.
- 22h50 : Le drainage de La Nouvelle-Orléans prendra de 36 à 80 jours.

### Samedi3 septembre 2005
- 0 h 10 : Un autocar qui transportait des réfugiés s’est renversé sur une autoroute après une altercation entre le chauffeur et un passager, faisant un mort et 17 blessés dont certains très graves. Le bus transportait entre 45 et 50 personnes. Après la dispute, le chauffeur a perdu le contrôle du véhicule, qui a percuté le terre-plein central et s’est retourné sur l’autre côté de l’autoroute à environ 210 kilomètres à l’ouest de La Nouvelle-Orléans. Un passager a affirmé cependant à l’Associated Press qu’il n’avait vu personne menacer ou se battre avec le chauffeur. Le bus faisait partie d’un convoi de cinq véhicules dont on ne connaît pas la destination prévue.
- 3 h 5 : Le président cubain Fidel Castro propose l’envoi de 1 100 médecins.
- 7 h 57 : Condoleezza Rice remercie le monde pour l’assistance proposée.
- 16 h 48 : Le réalisateur Michael Moore demande des comptes au président Bush.
- 17 h 56 : George W. Bush retournera lundi en Louisiane et au Mississippi dans les zones dévastées.
- 18 h 50 : 10 000 gardes nationaux vont être déployés en Louisiane et dans le Mississippi.

### Dimanche4 septembre 2005
- 11 h 39 : Le groupe d’Abou Moussab al-Zarqaoui voit dans Katrina le « début de l’effondrement » des États-Unis.
- 12 h 58 : Le pape Benoît XVI s’est dit attristé par le désastre qu’a constitué l'ouragan Katrina.
- 14 h 29 : Les États-Unis ont demandé de l’aide d’urgence à l’Union européenne, réclamant des couvertures, des kits médicaux d’urgence, des camions d’eau et des vivres. La Commission européenne assurera également la coordination de l’aide individuelle fournie par chacun des États-membres. Pour l’instant, l’Allemagne, l’Autriche, la Belgique, le Danemark, l’Espagne, l’Estonie, la Finlande, la France, la Grande-Bretagne, la Grèce, l’Italie, le Luxembourg, les Pays-Bas, la Slovaquie, la Slovénie et la Suède ont promis leur aide. Des spécialistes de plusieurs États-membres sont prêts à partir et à se déployer immédiatement dans les zones sinistrées, précise la Commission dans un communiqué.
- 14 h 35 : Le gouvernement de l’Afghanistan, un des pays les plus pauvres au monde, sous perfusion de la communauté internationale, s’est engagé à débloquer 100 000 dollars.
- 15 h 54 : Le Koweït offre 500 millions de dollars en produits pétroliers aux victimes de Katrina.
- 16 h 36 : Le secrétaire américain à la Santé Michael Leavitt évoque un bilan de plusieurs milliers de morts ; c’est la première fois depuis le drame qu’un responsable fédéral reconnait à son tour ce que les autorités locales, notamment de Louisiane, disent craindre depuis plusieurs jours. Sur CNN, Michael Leavitt a ajouté ne pas être en mesure de fournir un chiffre précis.
- 19 h 56 : Selon la secrétaire d’État américaine Condoleezza Rice, 70 pays, de l’Azerbaïdjan au Venezuela, ont versé plus de 100 millions de dollars à la Croix-Rouge américaine.
- 22 h 4 : Les autorités américaines ont confirmé à la France qu’elles « accueillaient favorablement » son offre d’assistance et l’« en remerciaient », a indiqué le ministre français des Affaires étrangères Philippe Douste-Blazy.

### Lundi5 septembre 2005
- 01h20 : Les autorités britanniques annoncent qu’elles sont sans nouvelles de 131 de leurs ressortissants se trouvant dans le sud des États-Unis.
- 01h30 : Le bilan provisoire des victimes de l'ouragan Katrina dans l’État du Mississippi, s’établit à 152 morts.
- 01h55 : Les États touchés par Katrina annoncent qu’au moins 218 personnes ont été tuées par le passage du cyclone tropical.
- 02h30 : Un hélicoptère de secours chargé de porter assistance à des rescapés de Katrina s’écrase à La Nouvelle-Orléans, sans faire de victime.
- 03h10 : Le président George W. Bush décrète un deuil de deux jours pour honorer la mémoire des victimes de Katrina.
- 04h55 : Le président cubain Fidel Castro porte de 1 100 à 1 586 le nombre de médecins cubains qu’il veut envoyer aux États-Unis pour leur venir en aide déclarant attendre « patiemment » une réponse de Washington.
- 12h38 : La sénatrice Hillary Clinton demande une commission d’enquête sur la réaction des autorités.
- 15h00 : Le général chargé de la coordination de l’aide annonce qu’un « nombre important » de personnes ont péri à La Nouvelle-Orléans.
- 15h15 : Le Pakistan offre à Washington de mettre à sa disposition du personnel médical pour secourir les victimes de Katrina.
- 16h00 : Une équipe de dix secouristes belges s’envole pour les États-Unis pour participer à l’organisation des secours dans les régions sinistrées.
- 16h40 : Des milliers d’habitants de La Nouvelle-Orléans tentent de regagner la ville, créant un embouteillage monstre sur l’unique route praticable.
- 16h45 : Vingt-cinq français, dont on était dans un premier temps sans nouvelles, sont localisés dans la zone frappée par Katrina aux États-Unis.
- 16h50 : Le ministère russe des Situations d’urgence annonce que la Russie va envoyer trois avions Iliouchine-76 (Il-76) aux États-Unis pour apporter de l’aide humanitaire.
- 17h15 : Le président américain George W. Bush arrive à Bâton-Rouge pour faire le point sur place de l’organisation des secours.
- 17h15 : La plus importante digue de La Nouvelle-Orléans, qui avait cédé après le passage de ‘‘Katrina’’, inondant la ville à 80 %, est colmatée. L’eau baisse peu à peu, 60 % de la ville reste inondé.
- 17h30 : L’ambassadrice américaine auprès de l’OTAN, Victoria Nuland, exprime la très grande reconnaissance des États-Unis envers leurs alliés pour la générosité dont ils font preuve.
- 17h40 : Le Parlement européen observe une minute de silence en hommage aux victimes de la catastrophe, à l’invitation du président Josep Borrell.
- 18h10 : Les ex-présidents Bill Clinton et George Bush père lancent une vaste opération de collecte de fonds en faveur des sinistrés de ‘‘Katrina’’.
- 19h00 : Le président américain George W. Bush envoie une lettre au chancelier allemand Gerhard Schröder pour le remercier de l’aide fournie par l’Allemagne.
- 19h45 : Les autorités de la Louisiane mettent en place près de Bâton-Rouge, une morgue capable de recevoir plus de 5 000 corps.
- 19h50 : Le président américain George W. Bush remercie les américains pour leur solidarité avec les victimes de ‘‘Katrina’’.
- 20h10 : La France tient trois avions prêts à décoller pour apporter de l’aide aux victimes.
- 20h24 : mise en place d’une morgue capable de recevoir plus de 5 000 corps près de Bâton-Rouge.
- 20h30 : Plus de 50 000 gardes nationaux ou militaires et une véritable armada de navires dont un porte-avions participent désormais aux opérations de secours.
- 22h25 : Un porte-parole de l’armée américaine annonce que plus de 2 800 soldats originaires de Louisiane, actuellement déployés en Irak, devraient revenir chez eux cette semaine.

### Mardi6 septembre 2005
- 00h10 : Un nouveau ouragan, baptisé Maria, le premier depuis Katrina, est signalé dans l’Atlantique.
- 01h00 : Le département de la Sécurité intérieure annonce que les destructions entraînées par Katrina ont fait au moins 273 600 sans-abri actuellement hébergés ou en cours d’hébergement dans 16 États.
- 02h00 : L’acteur américain John Travolta et sa femme, l’actrice Kelly Preston, transportent par avion 5 tonnes de vivres.
- 02h00 : Un nouveau bilan provisoire à La Nouvelle-Orléans s’établit à 71 morts, ramenant le total des morts confirmées à 230.
- 02h15 : La gouverneure de Louisiane Kathleen Blanco souhaite la mise en place d’un plan Marshall pour permettre la reconstruction de la Louisiane.
- 02h20 : Le consul général de France annonce que les autorités françaises sont toujours sans nouvelle de 30 à 40 de leurs ressortissants dans la région de La Nouvelle-Orléans.
- 03h45 : L’ancien président américain George H. W. Bush affirme qu’il n’est pas surpris par l’aide de pays socialistes car c’est le genre de chose qui touche les peuples.
- 04h15 : Le ministre de l’Économie japonais, Shōichi Nakagawa annonce que le Japon va prélever 7,3 millions de barils dans ses réserves stratégiques, pour calmer la crise.
- 09h45 : Un porte-parole du gouvernement thaïlandais annonce qu’une équipe thaïlandaise d’une centaine de médecins et d’infirmières partira vendredi pour le sud des États-Unis.
- 12h40 : Le ministère de la Défense annonce l’envoi de deux avions militaires transportant une équipe d’évaluation de la Sécurité civile, des tentes, des bâches et des rations alimentaires en Louisiane.
- 13h15 : Le ministère des Affaires étrangères n’a pas connaissance de victimes françaises après le passage de ‘‘Katrina’’ dans la région de La Nouvelle-Orléans et appelle à la prudence quant aux chiffres avancés sur les personnes dont Paris est sans nouvelles.
- 14h35 : un avion français transportant 12,7 tonnes de matériel de secours se met en route pour les États-Unis.
- 14h50 : Alors que les eaux baissent à La Nouvelle-Orléans, le maire Ray Nagin met en garde contre ce qu’elles vont révéler derrière elles : « cela va réveiller le pays à nouveau », a-t-il lancé sur NBC.
- 14h55 : La situation s’améliore un peu dans le sud des États-Unis, avec la reprise annoncée dans la journée de l’activité de plusieurs raffineries et de l’oléoduc Colonial Pipeline à 100 % de sa capacité, selon les indications du ministère de l’Énergie.
- 15h10 : Les autorités polonaises sont toujours sans nouvelle de 22 de leurs ressortissants.
- 15h45 : Les autorités britannique restent sans nouvelle de 96 ressortissants, selon le ministre des Affaires étrangères, Jack Straw.
- 16h00 : Un officier du génie révèle que l’armée américaine a réussi de justesse à renforcer une digue qui menaçait de céder au bord d’un canal de La Nouvelle-Orléans, évitant à la ville des inondations deux fois plus importantes.
- 16h50 : Rassurés par la réouverture progressive des infrastructures pétrolières du Golfe du Mexique, les marchés cotent le baril de light sweet crude à 66,95 dollars, le plus bas niveau depuis le passage de Katrina.
- 17h25 : George W. Bush demande l’ouverture d’une enquête sur les défaillances des secours. Il annonce le départ du vice-président Dick Cheney dans les zones dévastées.
- 18h15 : L’Allemagne annonce l’envoi en Louisiane de 120 experts des services techniques d’aide civile (THW). Ils seront équipés d’une quinzaine de pompes à haut débit.
- 18h20 : Le député UMP Jacques Myard, président du cercle Nation et République, dit avoir déposé une proposition de loi pour créer une "fondation pour la sauvegarde et la promotion de l’héritage francophone de la Louisiane".
- 18h30 : L’Espagne annonce l’envoi de deux avions chargés d’aide humanitaire pour une valeur de 350 000 euros.
- 18h50 : La Suisse va fournir 50 tonnes de matériel de secours, après une demande des autorités américaines, indique le ministère suisse des affaires étrangères.
- 19h15 : On apprend qu’un Français de La Nouvelle-Orléans a été récupéré par une équipe du ministère des Affaires étrangères dans une maison du "Vieux Carré" dans laquelle il s’était réfugié depuis le passage du cyclone tropical.
- 20h40 : Le département d’État a été informé de centaines d’étrangers portés manquants. La secrétaire d’État Condoleezza Rice a déclaré à la presse que les États-Unis font tout leur possible pour localiser les étrangers dans la région.
- 20h40 : La Floride est menacée par une nouvelle dépression tropicale. Celle-ci qui pourrait devenir un cyclone tropical atteignant la Floride durant le prochain week-end.
- 20h45 : Les forces de police ont ratissé 75 % des quartiers de La Nouvelle-Orléans inondée, à la recherche de rescapés potentiels.
- 20h50 : Les États-Unis « peuvent et vont » mener de front la guerre en Irak et les secours dans le sud des États-Unis, assure le secrétaire à la Défense Donald Rumsfeld.
- 20h55 : « Le nombre des gens que nous tirons de là commence à diminuer » mais « les individus que nous évacuons sont en assez mauvais état », déclare le maire de La Nouvelle-Orléans Ray Nagin.
- 21h30 : On apprend que trois frégates canadiennes chargées de vivres et de matériel ont quitté le port d’Halifax pour La Nouvelle-Orléans.
- 21h40 : La Maison-Blanche va demander 40 à 50 milliards de dollars supplémentaires au Congrès pour financer les secours et la reconstruction après, selon le chef de l’opposition démocrate au Sénat, Harry Reid.
- 22h20 : On apprend que des alligators ont élu domicile dans les rues inondées de La Nouvelle-Orléans. Les sauveteurs craignent qu’ils se nourrissent de cadavres.
- 22h40 : 300 rescapés de l’ouragan sont arrivés à Washington. Ce sont les premiers à être accueillis dans la capitale fédérale.
- 23h15 : Les États-Unis « étudient » l’offre d’assistance de Cuba, qui a proposé l’envoi de 1 586 médecins indique le département d’État.
- 23h58 : Le réalisateur Steven Spielberg annonce un don de 1,5 million de dollars à la Croix-Rouge et au fonds Katrina piloté par les anciens présidents George Bush père et Bill Clinton.

### Mercredi7 septembre 2005
- 01h00 : Le bilan provisoire des victimes de ‘‘Katrina’’ à La Nouvelle-Orléans s’établit à 83 morts, selon Bob Johansson, porte-parole des services de Santé de l’État, qui ne comptabilisent les victimes dans leurs bilans qu’une fois les corps formellement identifiés.
- 01h05 : Le gouvernement brésilien a renouvelé son offre d’aide humanitaire (lait en poudre et eau potable) et attend une réponse de Washington. Le ministre brésilien Celso Amorim s’est entretenu au téléphone avec la secrétaire d’État américaine Condoleezza Rice.
- 08h00 : Une mission de l’armée israélienne part pour les États-Unis afin d’évaluer l’aide qu’Israël pourrait apporter.
- 09h55 : On apprend que Stephon Marbury, meneur de jeu des New York Knicks (équipe du Championnat nord-américain de basket-ball), a annoncé mardi un don d’un million de dollars (800 000 euros) en faveur des sinistrés.
- 10h05 : Un Airbus "Beluga" chargé de matériel de première nécessité quitte Toulouse pour Mobile dans l’État de l’Alabama.
- 12h15 : Total va augmenter ses exportations d’essence vers les États-Unis pendant le mois de septembre, le temps que les raffineries américaines touchées par l’ouragan redémarrent, indique son PDG Thierry Desmarest.
- 13h15 : Les autorités françaises cherchent à localiser quelques dizaines de personnes, apprend-on de source diplomatique. « Nous n’avons connaissance d’aucune victime française », précise le ministère des Affaires étrangères français.
- 15h20 : L’ouragan Katrina pourrait coûter « de 0,5 à 1 point » de croissance à l’économie américaine d’ici à la fin de l’année, et représenterait un déficit de 400 000 emplois, estime le Bureau du budget du Congrès américain (CBO).
- 15h25 : "Je ne crois pas que le gouvernement doive enquêter sur lui-même", remarque Hillary Clinton, sénatrice démocrate. « Je crois que ni le président ni le Congrès ne peuvent mener le genre d’enquête objective et indépendante dont on a besoin. »
- 16h05 : On apprend que cinq personnes sont mortes à cause d’une maladie bactérienne se contractant au contact d’une eau insalubre, selon le Centre pour la prévention des maladies (CDC).
- 16h48 : La sénatrice du Maryland Barbara Mikulski et le parlementaire de Floride Robert Wexler, demandent au chef de la FEMA, Michael Brown, sa démission, qui selon eux aurait fait preuve d’incompétence après les lenteurs des opérations de secours au lendemain du passage du cyclone.
- 16h50 : Les opérations de secours coûtent désormais un milliard de dollars par jour au budget américain, annonce le sénateur républicain du Mississippi Thad Cochran, le président d’une commission budgétaire.
- 16h50 : Un sondage publié fait état de 42 % d’opinions défavorables ou très défavorables sur la gestion de la crise par George W. Bush, contre 35 % d’opinions favorables.
- 17h05 : Le ministre grec de la Défense Spilios Spiliotopoulos annonce que l’armée grecque va envoyer une aide humanitaire aux sinistrés de ‘‘Katrina’’ à La Nouvelle-Orléans, notamment 10 000 paquets de repas pré-préparés qui partiront « immédiatement ».
- 17h20 : La Maison-Blanche répond à l’offre cubaine de venir en aide aux victimes de ‘‘Katrina’’, en disant espérer que le président Fidel Castro « offrirait la liberté au peuple » cubain.
- 18h00 : La sénatrice démocrate américaine Hillary Clinton maintient sa demande d’une commission d’enquête indépendante sur Katrina.
- 18h15 : Les États-Unis ont déjà accepté pour un milliard de dollars d’assistance matérielle ou financière en provenance de quelque 45 pays, déclare le secrétaire général du département d’État, Harry Thomas.
- 18h35 : Le Pakistan annonce qu’il donne à la Croix-Rouge américaine un million de dollars pour les victimes de Katrina.
- 18h40 : Le premier ministre lituanien Algirdas Brazauskas annonce que la Lituanie va envoyer des médicaments, de la nourriture et des équipements aux États-Unis.
- 18h45 : L’opposition démocrate américaine demande aux responsables du Congrès de surseoir à l’élaboration du budget fédéral 2006 préparé par la majorité républicaine.
- 19h35 : Les Pays-Bas vont envoyer cinq experts de gestion des eaux et trois pompes à eau d’une capacité de trois millions de litres par heure à La Nouvelle-Orléans, affirme le ministère néerlandais des Affaires étrangères.
- 19h40 : George W. Bush va demander au Congrès de débloquer 51,8 milliards de dollars supplémentaires, annonce la Maison-Blanche.
- 19h45 : Les dégâts provoqués à La Nouvelle-Orléans et dans l’État de Louisiane par Katrina s’élèveront à plus de 100 milliards de dollars, selon un haut responsable.
- 19h55 : Tout contact avec l’eau inondant La Nouvelle-Orléans et son agglomération doit être évité en raison de la contamination de l’eau par des bactéries, demande l’administrateur de l’agence de protection de l’environnement, Stephen Johnson.
- 20h05 : L’eau de La Nouvelle-Orléans est contaminée par des bactéries e-coli et coliformes, annonce l’Agence fédérale de protection de l’environnement (EPA).
- 20h50 : La Maison-Blanche affirme que deux hauts responsables chargés de la gestion des catastrophes, très critiqués après le passage de Katrina, faisaient « du très bon travail ».
- 20h55 : Le PDG du groupe pétrolier français Total, Thierry Desmarest, estime que « la majorité des plates-formes américaines » touchées par Katrina, devrait « reprendre la production dans les semaines qui viennent ».
- 21h25 : Cuba attend une réponse officielle des États-Unis à sa proposition d’envoi de 1 586 médecins pour participer aux opérations de secours aux victimes de ‘‘Katrina’’, indique le président du parlement cubain Ricardo Alarcón.
- 22h25 : Des centaines d’enfants rescapés de La Nouvelle-Orléans réfugiés à Houston, au Texas, seront scolarisés dans la capitale du Texas à partir de jeudi, indiquent les services d’éducation de la ville.
- 22h30 : La police de La Nouvelle-Orléans a procédé à trois arrestations et placé 170 personnes en détention mais la criminalité est désormais pratiquement éliminée des rues de la ville, affirme le chef de la police locale Eddie Compass.
- 23h25 : Les rescapés de Katrina devraient recevoir une carte de crédit d’une valeur de 2 000 dollars pour acheter des produits de première nécessité, indique le directeur de l’Agence fédérale des situations d'urgence (FEMA).
- 23h30 : Deux pilotes d’hélicoptères de la Marine américaine ont été tancés pour avoir désobéi en évacuant 100 sinistrés de La Nouvelle-Orléans alors que leur tâche était d’approvisionner les secouristes, affirme un porte-parole de la Marine.
- 23h40 : Les responsables des deux Chambres du Congrès américain annoncent le lancement d’une commission conjointe, spécialement formée d’élus de la majorité et de l’opposition pour enquêter sur Katrina.
- 23h45 : L’équipe économique du président américain George W. Bush se rendra au Texas, en Louisiane et dans l’Alabama vendredi pour mesurer les besoins, indique le Trésor.

### Jeudi8 septembre 2005
- 00h25 : Les responsables du Génie militaire indiquent que 15 % des pompes de La Nouvelle-Orléans sont désormais en service.
- 00h25 : George W. Bush a demandé au Congrès de débloquer 51,8 milliards de dollars supplémentaires pour faire face aux conséquences de Katrina, annonce la Maison-Blanche.
- 00h35 : Quelque 25 000 sacs mortuaires ont été amenés à La Nouvelle-Orléans, déclare un responsable des services de santé de Louisiane.
- 00h55 : Au moins 235 000 personnes évacuées sont toujours hébergées dans des foyers dans au moins 18 États, affirme l’Agence fédérale des situations d'urgence (FEMA).
- 01h00 : Les dégâts causés par Katrina en Louisiane, où se trouve l’usine d’assemblage des réservoirs externes des navettes spatiales, pourraient retarder le prochain lancement, prévu au plus tôt en mars 2006, indique la NASA.
- 01h00 : De 10 000 à 15 000 personnes se terrent toujours à La Nouvelle-Orléans, indique un responsable militaire.
- 01h15 : Selon les spécialistes, qui prédisent d’autres ouragans, la saison cyclonique entre dans sa phase la plus intense.
- 03h05 : Un hélicoptère participant aux secours s’est écrasé mercredi en Louisiane dans la zone touchée par Katrina, annoncent les garde-côtes.
- 04h05 : La Russie envoie deux avions de transport chargés d’aide aux victimes de Katrina, annonce le ministère des Situations d’urgence.
- 04h10 : Le chef du service des épidémies de Louisiane estime très improbable que la bactérie responsable de la mort de cinq personnes déplacées par Katrina puisse déclencher une épidémie.
- 07h00 : Le plus important quotidien officiel chinois, le quotidien du Peuple, accuse George W. Bush et son administration d’avoir manqué à leurs devoirs dans la gestion du désastre provoqué par Katrina.
- 09h20 : Une cinquantaine d’experts des services techniques de l’aide civile allemande (THW) sont partis pour La Nouvelle-Orléans, emmenant des pompes à eau pour les régions inondées, annoncent ces services.
- 10h50 : Plus de 30 personnes sont mortes dans une maison de retraite de l’une des banlieues de La Nouvelle-Orléans, annonce CNN citant des autorités locales.
- 12h00 : Les cours du pétrole remontent avant les chiffres hebdomadaires des stocks américains qui pourraient signaler une chute généralisée des réserves due à Katrina. Le baril de Brent de la mer du Nord avance de 71 cents à 63,60 dollars sur l’échéance d’octobre. À New York, le baril de light sweet crude pour livraison en octobre progresse de 53 cents à 64,90 dollars lors des échanges électroniques.
- 13h00 : Canal+ va diffuser en direct et en clair, dans la nuit du 9 au 10 septembre à partir de 02h00 (heure de Paris), le concert de solidarité organisé aux États-Unis pour aider les victimes de Katrina, annonce la chaîne dans un communiqué.
- 13h10 : La Guinée équatoriale, petit État pétrolier d’Afrique centrale, propose aux États-Unis de venir en aide aux populations sinistrées, annonce la télévision nationale.
- 13h45 : Les États-Unis demandent à l’OTAN de jouer un rôle plus important dans la coordination et l’acheminement de l’aide européenne aux victimes de ‘‘Katrina’’, annonce un responsable de l’Alliance.
- 13h45 : Environ 900 ressortissant étrangers, dont de nombreux français et britanniques, sont portés disparus dans la région frappée par Katrina, indique le Washington Times.
- 14h00 : Un homme de 90 ans a fait un don de 1 000 euros (1 240 dollars) pour l’aide aux sinistrés de Katrina, sa façon de remercier l’Amérique pour l’avoir libéré d’un camp de concentration en Europe en 1945, annonce le département d’État.
- 14h40 : Katrina est une punition divine infligée à l’administration de George W. Bush, « aveuglée par le pouvoir », estime le chef des Frères musulmans.
- 14h45 : La Roumanie va envoyer sept médecins légistes dans les zones touchées par Katrina, pour exprimer sa « solidarité » avec les États-Unis, annonce la porte-parole du gouvernement, Oana Marinescu.
- 14h55 : Trente-huit Français ont été évacués jusqu’à présent des zones dévastées par Katrina, indique à Paris le ministère des Affaires étrangères.
- 15h10 : Plus de 300 personnes ont peut-être trouvé la mort dans le Mississippi, annonce le gouverneur de cet État Haley Barbour.
- 15h15 : Quelque 10 000 travailleurs ayant perdu leur emploi du fait du passage Katrina se sont inscrits au chômage la semaine dernière, annonce le département américain du Travail.
- 16h30 : L’Ouganda, un des pays les plus pauvres du monde, offre 200 000 dollars pour aider les victimes de ‘‘Katrina’’ aux États-Unis.
- 17h10 : Le porte-parole de la présidence américaine, Scott McClellan, se refuse à commenter des déclarations la veille d’un responsable des services de santé de Louisiane, affirmant que 25 000 sacs mortuaires avaient été amenés à La Nouvelle-Orléans.
- 17h30 : Un convoi de 196 soldats mexicains traverse la frontière avec les États-Unis, mettant le pied sur le territoire du voisin du nord pour la première fois depuis 159 ans, avec pour mission de participer à l’assistance aux victimes de ‘‘Katrina’’.
- 18h05 : Un conservateur allemand estime que le président américain George W. Bush mérite d’« être descendu » pour sa gestion de ‘‘Katrina’’. Plusieurs responsables politiques exigent sa démission.
- 18h30 : L’ambassadeur américain Craig Roberts Stapleton dans une déclaration lue en français devant la presse : « Je tiens à exprimer les sincères remerciements des États-Unis au gouvernement et au peuple français, et à toutes les compagnies et organisations qui ont déjà offert leur soutien généreux ».
- 18h40 : Le gouvernement tunisien a décidé l’envoi d’aides au profit des sinistrés. Ces aides décidées par le président tunisien Zine el-Abidine Ben Ali, « en consécration des liens d’amitié entre les peuples tunisien et américain », ont été acheminées à bord de deux avions, en présence notamment de l’ambassadeur des États-Unis à Tunis, William Hudson. Elles consistent en plus de 20 tonnes de couvertures, de tentes et de produits alimentaires.
- 18h45 : Le Kenya a accordé 100 000 dollars aux États-Unis pour venir en aide aux victimes de l'ouragan. Le président kényan Mwai Kibaki a remis un chèque de cette somme à l’ambassadeur des États-Unis au Kenya, William Bellamy.
- 19h00 : L’ouragan Katrina aura des effets sur l’économie américaine surtout au cours du second semestre, mais la vigueur des fondamentaux aidera les États-Unis à surmonter cette catastrophe, assure le secrétaire au Trésor John Snow.
- 19h00 : L’opposition démocrate au Congrès américain refuse de participer à une enquête parlementaire et se lance dans une bataille pour qu’une commission indépendante enquête sur  Katrina, comme après les attentats du 11 septembre 2001.
- 19h10 : La Suisse attend toujours le feu vert de Washington pour acheminer son aide, constituée de 50 tonnes de matériel de secours.
- 19h20 : Le vice-président américain Dick Cheney estime que les secours ont fait des « progrès significatifs ».
- 19h50 : Deux avions de transport chargés d’aide aux victimes sont arrivés de Russie à Little Rock dans l’Arkansas, avec 121 grandes tentes à bord du premier avion.
- 20h40 : Le vice-président américain Dick Cheney est pris rudement à partie par un sinistré lors de sa tournée dans le Mississippi. « Allez vous faire foutre, M. Cheney », lance un jeune sinistré.
- 21h30 : 67 % des Américains estiment que leur président George W. Bush n’a pas fait assez, immédiatement après le passage de ‘‘Katrina’’, selon un sondage publié par l’institut Pew.
- 21h50 : Environ 150 personnes, dont trois femmes évacuées de Louisiane ont manifesté devant la Maison-Blanche, accusant George W. Bush de ne pas en faire assez pour les victimes.
- 23h00 : La Chambre des représentants américaine approuve à la quasi-unanimité une deuxième rallonge budgétaire destinée à couvrir les frais de l’après-Katrina, d’un montant de 51,8 milliards de dollars. L’enveloppe est adoptée par 410 voix contre 11.
- 23h15 : La Chambre remercie tous les gouvernements et autres donateurs étrangers venus à l’aide des victimes de ‘‘Katrina’’ depuis la semaine dernière. Une résolution votée à l’unanimité.
- 23h30 : à Chalmette, on apprend que des maladies commencent à toucher des personnes qui refusent de quitter leur domicile dans les zones dévastées. C’est ce qu’indique un responsable de police.

### Vendredi9 septembre 2005
- 01h20 : Les deux paquebots affrétés par les autorités américaines pour accueillir les victimes de ‘‘Katrina’’ sont vides, car les sinistrés refusent d’y être hébergés et préfèrent rester dans les centres d’accueil d’urgence.
- 01h30 : L’aide privée venant des Américains atteint un niveau de 587 millions de dollars. Dix jours après le drame, ce montant dépasse les aides réunies après les attaques du 11 septembre 2001 et le tsunami du 26 décembre 2004.
- 01h40 : Le Sénat approuve à son tour une aide de 51,8 milliards de dollars en aide d’urgence.
- 02h25 : Le vice-président américain Dick Cheney affirme que les États-Unis ont les ressources pour se remettre de la catastrophe.
- 02h30 : La France propose de fournir des policiers spécialisés et des plongeurs démineurs, indique le chef d’état-major de l’armée française, le général Henri Bentégeat.
- 02h50 : On apprend que la tempête tropicale Ophelia, située à une centaine de kilomètres des côtes de la Floride, s’est renforcée en ouragan avec des vents soufflant à environ 120 km/h.
- 04h00 : L’ouragan Katrina a fait au moins 118 morts dans la ville de La Nouvelle-Orléans et sa banlieue, selon un nouveau bilan provisoire officiel.
- 05h30 : L’implication des Nations unies dans l’aide apportée aux victimes de l’ouragan Katrina va s’accroître avec l’arrivée de nouveaux vols humanitaires, déclare le secrétaire général adjoint aux Affaires humanitaires, Jan Egeland.
- 11h40 : Les représentants permanents des 26 pays membres de l’OTAN doivent se réunir dans l’après-midi afin d’examiner la demande des États-Unis d’accroître le soutien de l’organisation pour acheminer une partie de l’aide européenne aux victimes de ‘‘Katrina’’.
- 11h40 : L’ouragan Katrina pourrait avoir provoqué la perte de 38 millions de barils de produits raffinés pour le seul mois de septembre, selon l’Agence internationale de l'énergie (AIE).
- 12h55 : La Croix-Rouge américaine a reçu 485 millions de dollars de dons, soit près de la moitié des besoins qu’elle évalue pour le moment, selon une porte-parole.
- 14h55 : « Les fonds votés pour Katrina atteignent déjà les 60 milliards de dollars. L’attente générale est que ce chiffre va augmenter », déclare le secrétaire au Trésor John Snow sur la chaîne de télévision CNBC.
- 15h10 : L’ancien secrétaire d’État américain Colin Powell se mêle aux critiques sur la gestion initiale de la catastrophe de ‘‘Katrina’’ : « Je pense qu’il y a eu beaucoup d’échecs à de nombreux niveaux — local, États et fédéral », déclare-t-il sur ABC.
- 15h50 : Silvio Berlusconi annonce que l’Italie est prête à envoyer à nouveau de l’aide pour les victimes de l’ouragan Katrina.
- 16h10 : La tempête tropicale Ophelia s’affaiblit et reprend la direction du grand large.
- 16h15 : Des sources communautaires annoncent que certains pays européens pourraient, en puisant dans leurs stocks pétroliers pour aider les États-Unis, descendre sous le seuil obligatoire de 90 jours de consommation prévu dans la législation de l’UE.
- 16h20 : Les pays de l’OTAN donnent leur feu vert à une demande présentée par les États-Unis visant à accroître leur soutien pour acheminer une partie de l’aide européenne aux victimes de ‘‘Katrina’’.
- 16h30 : George W. Bush annonce qu’il se rendra le surlendemain dans les zones ravagées par l’ouragan ‘‘Katrina’’.
- 17h40 : Le pétrole brut poursuit sa hausse en raison de craintes sur la production du golfe du Mexique, qui pourrait mettre plus de temps que prévu à se remettre de l’ouragan Katrina.
- 18h10 : Une majorité d’Américains, 54 %, estime que les zones inondées de La Nouvelle-Orléans devront être purement et simplement abandonnées, selon un sondage Ipsos pour l’Associated Press.
- 18h25 : L’aide humanitaire offerte cette semaine par Prague sera utilisée dans les prochaines semaines, annonce le premier ministre tchèque, Jiri Paroubek.
- 19h00 : Les sauveteurs ont trouvé moins de corps que prévu à La Nouvelle-Orléans et le bilan ne devrait pas atteindre les 10 000 morts redoutés, affirment les autorités américaines.
- 19h00 : La Namibie a offert d’envoyer pour 100 000 dollars de poisson en conserve aux États-Unis.
- 19h35 : L’Agence fédérale des situations d'urgence (FEMA) commence à distribuer des aides financières de 2 000 dollars, cartes bancaires, chèques ou versements bancaires aux sinistrés déplacés au Texas.
- 20h04 : Le chef de l’Agence fédérale des situations d'urgence (FEMA), Michael Brown, a été rappelé à Washington et remplacé par le vice-amiral Thad W. Allen, actuellement responsable du personnel des US Coast Guards, annonce le secrétaire à la Sécurité Intérieure, Michael Chertoff.
- 20h20 : Le bilan des victimes pour La Nouvelle-Orléans pourrait être inférieur aux premières estimations, indique un responsable local de la sécurité intérieure.
- 20h30 : Dix personnes du Groupe de secours catastrophe français, spécialisée dans les interventions d’urgence, arrivent à Bâton-Rouge "à la demande des sapeurs-pompiers de la ville", annonce l’ONG française dans un communiqué.
- 20h45 : Plusieurs élus de l’opposition démocrate américaine saluent le limogeage du patron de l’Agence fédérale des situations d'urgence (FEMA) Michael Brown.
- 21h45 : Plusieurs élus de l’opposition démocrate américaine demandent la démission du patron de l’Agence fédérale des situations d'urgence (FEMA) Michael Brown.
- 21h55 : Le bilan provisoire s’établit à 204 morts, a-t-on appris de source officielle.
- 22h55 : Un rapport de l’Agence fédérale des situations d'urgence (FEMA), remontant à 2004, prouve qu’elle avait une idée précise des ravages qu’infligerait un puissant ouragan à La Nouvelle-Orléans.

### Samedi10 septembre 2005
- 01h00 : Brigitte Bardot a écrit à George W. Bush pour dénoncer « la situation insupportable » des animaux abandonnés dans la zone frappée par l’ouragan.
- 02h00 : Les journalistes et les photographes ne pourront pas couvrir la récupération par l’armée des cadavres des victimes, annonce le commandant des opérations de secours.
- 03h20 : Les eaux putrides qui recouvrent encore environ 60 % de la ville de La Nouvelle-Orléans devraient être entièrement pompées d’ici le 8 octobre, annonce le Corps des ingénieurs de l’Armée de terre américaine.
- 06h35 : Le Cambodge accorde une aide de 20 000 dollars aux victimes de l’ouragan.
- 14h45 : Quinze tonnes d’aides alimentaires de l’armée allemande destinées aux victimes ont été refusées par les autorités américaines.
- 15h00 : La Norvège a reçu une réponse positive des États-Unis à son offre d’aide, et annonce qu’elle enverra « d’ici quelques jours » du matériel médical.
- 17h25 : Les États-Unis ont renvoyé un avion allemand qui transportait 15 tonnes de rations d’urgence, rapporte un porte-parole du gouvernement allemand. Selon l’hebdomadaire allemand Der Spiegel ces rations auraient pu être porteuses de la maladie de la vache folle. L’ambassade américaine parle de problèmes logistiques.
- 17h40 : Le département de la Santé de l’État de Louisiane établit un bilan provisoire de 154 morts.
- 18h00 : Le bilan provisoire des morts entraînées par le passage de Katrina s’établit à 372 morts, dont 154 en Louisiane et 211 au Mississippi, apprend-on auprès des autorités locales.
- 19h35 : L’armée continue à tenter de faire entendre raison aux habitants de La Nouvelle-Orléans qui refusent de quitter la ville, sans faire usage de la force, a-t-elle indiqué.
- 21h55 : Le commissaire européen à l’Environnement, le Grec Stávros Dímas, déclare qu’il espère que l’ouragan ‘‘Katrina’’ fera évoluer les mentalités au sujet de l’environnement et des changements climatiques.
- 22h00 : Le Centre des secours d’urgence de Floride fait état de 14 morts.
- 22h40 : Le bilan provisoire des victimes s’établit à 381 morts, après de nouvelles informations faisant état de 16 morts en Floride et dans l’Alabama, selon les services de secours.

### Dimanche 11 septembre 2005
- 00h45 : Les autorités fédérales américaines n’ont pas eu de confirmation de décès de ressortissants étrangers, et la communauté internationale a versé 700 millions de dollars en dons, annonce un responsable du département d’État.
- 03h00 : La Croix-Rouge américaine lance la plus grande campagne de recrutement de son histoire, faisant appel à 40 0000 volontaires.
- 07h30 : L’administration Bush accepte de ne pas empêcher la presse d’assister au ramassage des corps des victimes à La Nouvelle-Orléans mais ne permettra cependant pas aux photographes d’embarquer avec les bateaux ou les hélicoptères de la mission de repêchage des corps dans les habitations inondées.
- 08h30 : Un avion militaire C135 transportant des plongeurs-démineurs doit décoller de la base aérienne d’Istres, annonce le ministère de la Défense pendant qu’un navire de soutien doit rejoindre les lieux d’ici une vingtaine de jours.
- 15h30 : Les États-Unis observent une minute de silence à la mémoire des 3 000 victimes des attentats du 11 septembre 2001, à New York, Washington et Pennsylvanie.
- 16h00 : Les autorités ont retrouvé « beaucoup moins de morts que certains ne le craignaient », indique l’amiral des garde-côtes Thad Allen, coordinateur des opérations de secours. « Je crois qu’au fur et à mesure que les eaux se retirent, on trouve beaucoup moins de morts que certains ne le craignaient », déclare l’amiral Allen sur la chaîne de télévision ABC, tout en se refusant à fournir une estimation globale.
- 17h20 : Le général Russel Honoré, un Louisianais qui commande les opérations de secours, déclare que le bilan serait beaucoup plus réduit que 10 000 morts.
- 19h20 : Un avis d’alerte cyclonique est lancé en Caroline du Sud et Caroline du Nord, à l’approche de l’ouragan Ophelia, annonce le Centre national des ouragans (NHC) basé à Miami.
- 20h40 : Le Groupe de secours catastrophe français (GSCF), lance dans un communiqué un appel aux dons en faveur des victimes.
- 23h40 : Les autorités vont commencer lundi à larguer des insecticides sur La Nouvelle-Orléans, afin d’éviter la prolifération de moustiques et de mouches potentiellement porteurs de maladies, annonce un responsable de l’Agence fédérale de gestion des crises.
- 23h45 : La recherche des cadavres reste intensive dans les quartiers de La Nouvelle-Orléans, où le niveau de l’eau a considérablement baissé depuis l’inondation de la ville, en raison de l'efficacité du pompage et du beau temps.

### Lundi12 septembre 2005
- 00h25 : George W. Bush arrive à La Nouvelle-Orléans, où il est accueilli par le maire de la ville, avant d’être transporté par hélicoptère à bord du bâtiment Iwo Jima où il doit passer la nuit.
- 01h15 : Le nombre de sinistrés hébergés dans des foyers d’accueil est en nette baisse, à 141 000, selon des données officielles.
- 01h20 : Les petits entrepreneurs et commerçants munis de permis de la police vont pouvoir commencer à retourner à partir de lundi dans le quartier central des affaires de La Nouvelle-Orléans, annonce un porte-parole de la police de l’État de Louisiane (LSP).
- 13h20 : L’ouragan Ophelia, stationnaire depuis plusieurs jours au large des côtes américaines, a repris lundi son déplacement vers les Caroline (sud-est du pays), indique le Centre national des ouragans (NHC) basé à Miami.
- 14h15 : Un Boeing 707 affrété par l’Otan doit quitter Prague pour se rendre aux États-Unis avec à son bord de l’aide humanitaire d’urgence pour les victimes de ‘‘Katrina’’, indique le secrétaire général de l’Alliance Jaap de Hoop Scheffer.
- 17h10 : On apprend que 80 chiens ont été évacués de la zone sinistrée et transférés vers des foyers d’accueil temporaires en Californie aux frais d’un magnat du pétrole texan ému par le sort de ces animaux.
- 17h20 : Le Centre national des ouragans indique que la tempête Ophelia a perdu des forces en se dirigeant les Caroline (sud-est du pays) mais pourrait repasser dans la catégorie des ouragans mardi.
- 18h40 : Le président américain George W. Bush déclare qu’il n’y a pas de « discriminations » dans les secours.
- 18h50 : Des spécialistes de l’aide civile allemande (THW) sont à pied d’œuvre pour s’assurer du bon fonctionnement des stations de pompage des eaux qui tournent à plein régime.
- 21h00 : Le chef de l’Agence fédérale américaine des secours d’urgence (FEMA), Michael Brown présente sa démission, annoncent plusieurs télévisions américaines.
- 21h40 : Le bilan des victimes s’établit à 279 morts, ce qui porte le bilan global des victimes à au moins 506 morts, soit 82 de plus que dimanche (424), a-t-on appris de source officielle.
- 22h30 : Quelque 118 pays et 12 organisations internationales participent à l’assistance de la communauté internationale aux victimes de l’ouragan, indique le département d’État.
- 23h30 : George W. Bush annonce qu’il a choisi un directeur provisoire pour diriger l’Agence fédérale des situations d'urgence (FEMA), dont le chef Michael Brown a démissionné.

### Mardi13 septembre 2005
- 00h33 : Jusqu’à 200 000 familles pourraient dépendre de l’aide publique pour se loger et ce pendant trois à cinq ans, indique un responsable des secours d’urgence.
- 01h45 : Le bilan provisoire s’établit à 513 morts, avec quatre décès supplémentaires confirmés dans l’État du Mississippi, a-t-on appris de source officielle dans cet État.
- 02h40 : Des secouristes ont découvert ce week-end 45 cadavres dans un hôpital de La Nouvelle-Orléans, apprend-on auprès des services de santé de la Louisiane.
- 03h10 : Lenny Kravitz, Jay-Z, Mariah Carey et Missy Elliott, parmi une dizaine de chanteurs, ont prévu de se retrouver pour enregistrer une chanson écrite par Michael Jackson afin de réunir des fonds pour les victimes.
- 03h10 : La tempête Ophelia doit être surveillée de près par les habitants de la région, prévient l’Agence fédérale des secours d’urgence (Fema) annonçant qu’elle a prépositionné des secours.
- 10h15 : L’ouragan Ophelia reprend le statut de tempête tropicale, il continue de menacer les côtes de la Caroline du Nord et de la Caroline du Sud.
- 10h40 : Les catastrophes naturelles seront de plus en plus fréquentes, avertissent les experts lors du Forum des sciences et technologies dans la société.
- 12h25 : Le Comité palestinien pour les réfugiés remet un chèque d’aide aux victimes de 10 000 dollars au Consul américain à Jérusalem, Jake Walles.
- 13h00 : La Turquie a alloué 2,5 millions de dollars à l’aide aux victimes, annonce dans un communiqué le ministère turc des Affaires étrangères.
- 15h15 : Les Blancs et les Noirs américains ont des opinions différentes sur les désastres causés par l’ouragan, selon un sondage CNN, USA Today et Gallup, montrant que la communauté noire estime que les victimes ont été abandonnées en raison de leur race.
- 15h40 : George W. Bush fera jeudi soir un discours à la Nation sur la réponse apportée à la catastrophe, annonce la Maison-Blanche.
- 15h45 : L’État régional de Saxe de l’est de l’Allemagne va organiser un concert pour aider les sinistrés, annonce le chef du gouvernement régional Georg Milbradt.
- 16h20 : L’aéroport international de La Nouvelle-Orléans, transformé depuis Katrina en base militaire et hôpital de campagne, accueille son premier vol commercial.
- 17h00 : Le nouveau directeur par intérim de la FEMA, l’agence fédérale chargée des secours d’urgence aux États-Unis, David Paulison, promet d’intensifier les efforts pour reloger les dizaines de milliers de rescapés qui vivent dans des abris provisoires.
- 17h40 : Tous les enfants séparés de leurs parents en Louisiane ont retrouvé leurs familles ou été placés chez des proches, selon des sources officielles.
- 17h40 : Un chèque de 200 000 dollars en faveur des sinistrés a été remis par des hommes d’affaires mauritaniens et américains à l’ambassadeur américain, indique un communiqué de l’ambassade américaine en Mauritanie.
- 18h00 : Le président Bush admet sa responsabilité dans la lenteur des secours.
- 18h00 : Le Secours populaire français, seule association à avoir lancé un appel aux dons, n’a recueilli qu’environ 30 000 euros.

### Mercredi14 septembre 2005
- 00h05 : Près de 60 % des sites internet d’organisations caritatives recueillant des fonds pour les victimes se trouvent en dehors des États-Unis, indique le FBI.
- 04h35 : La Russie envoie vers les États-Unis un avion chargé d’aide humanitaire, annonce un porte-parole du ministère russe des Situations d’urgence.
- 11h50 : Les autorités ont annoncent un nouveau bilan des pertes humaines aux États-Unis, après le passage de l’ouragan Katrina. L’ouragan aurait fait 659 morts au total.
- 13h25 : L’ouragan Ophelia pourrait atteindre dans les prochaines 24 heures les côtes du sud-est des États-Unis, met en garde le Centre national des ouragans.
- 16h05 : Le président américain George W. Bush remercie à la tribune de l’ONU, le monde pour l’aide apportée après l’ouragan ‘‘Katrina’’.
- 20h22 : L’ouragan Ophelia se trouvait tout proche de la côte de Caroline du Nord.

### Jeudi15 septembre 2005
- 6 h 35 : Quelque 180 000 habitants de La Nouvelle-Orléans devraient rentrer chez eux la semaine prochaine, annonce Ray Nagin, le maire de la ville.
- 7 h : Michael Jackson dévoile quelques noms d’artistes qui participeront à la chanson intitulée provisoirement "From the Bottom of My Heart" : Snoop Dogg, Lenny Kravitz, Missy Elliott et R. Kelly.
- 9 h 20 : Au moins 151 ressortissants japonais sont encore portés manquants dans les États de Louisiane et du Mississippi après le passage de ‘‘Katrina’’, indique le ministère des Affaires étrangères à Tokyo.
- 10 h 40 : Les gouverneurs des 26 pays développés membres de l’Agence internationale de l'énergie (AIE) débattront aujourd’hui des suites à donner au plan d’urgence mis en place après le passage de ‘‘Katrina’’ aux États-Unis pour éviter une pénurie de produits pétroliers.
- 14 h 50 : Les États-Unis ont décliné l’offre d’aide de la Suisse à la suite de ‘‘Katrina’’, de crainte d’un engorgement des secours envoyés par la communauté internationale, déclare un porte-parole de l’ambassade des États-Unis à Berne.
- 15 h 45 : Michael Brown, qui a démissionné en début de semaine de la direction de l’Agence fédérale des situations d'urgence, reproche aux autorités de l’État de Louisiane d’avoir mal réagi face à l’ouragan.
- 17 h 30 : Le dernier bilan officiel des victimes de ‘‘Katrina’’ atteint 708 tués sur l’ensemble du sud des États-Unis, selon le département de la Santé de Louisiane.
- 18 h : Le maire de La Nouvelle-Orléans Ray Nagin annonce que certaines parties de la ville vont être rouvertes aux habitants dès vendredi et le Quartier français lundi prochain.

### Mardi27 septembre 2005
- Le chef de la police de La Nouvelle-Orléans, Eddie Compass, a annoncé sa démission.
- Le département de la police de La Nouvelle-Orléans a annoncé que quelque 250 policiers, soit un septième de son personnel de 1 700 personnes, pourraient faire face à des sanctions disciplinaires pour manquement à leurs devoirs durant et après le passage de Katrina.
- Le département de la Santé de la Louisiane a annoncé que le bilan de Katrina s’élevait à 885 morts, contre 841 le vendredi précédent, portant ainsi à plus de 1 100 le nombre de victimes dans la région côtière du Golfe.

## Octobre

### Mardi5 octobre 2005
- Le bilan, toujours non définitif, fait état de 1 209 morts.
- Le maire de La Nouvelle-Orléans annonce le licenciement de 3 000 employés municipaux pour raisons budgétaires.